# 黄蛇丸
黄蛇丸(おうだまる、学名：Gymnocalycium andreae)は、サボテン科ギムノカリキウム属の一種である。和名である黄蛇丸の読みはオウダマルであるがキダマルとも読まれることがある。また別名として虎頭と呼ばれることもある。学名であるandreaeはドイツ人サボテン専門家のヴィルヘルム・アンドレアエ(1895–1970)に因んだものとなっている。

## 形態
黄蛇丸は多くの場合、青緑色から青灰色の球形、もしくは短い円柱状で最大直径15cmほどの大きさに成長する。また稜は8～12個ほどで深く形成されている。刺座の中央から突き出る中刺は欠落する場合もあるが、基本的に暗褐色で少し上向きに湾曲して突出して最大で1.3cmになる。その周辺に約6〜10個ほどの数で放射状に広がっている刺は0.8〜1.5cm(まれに最大4cm)ほどに成長する。

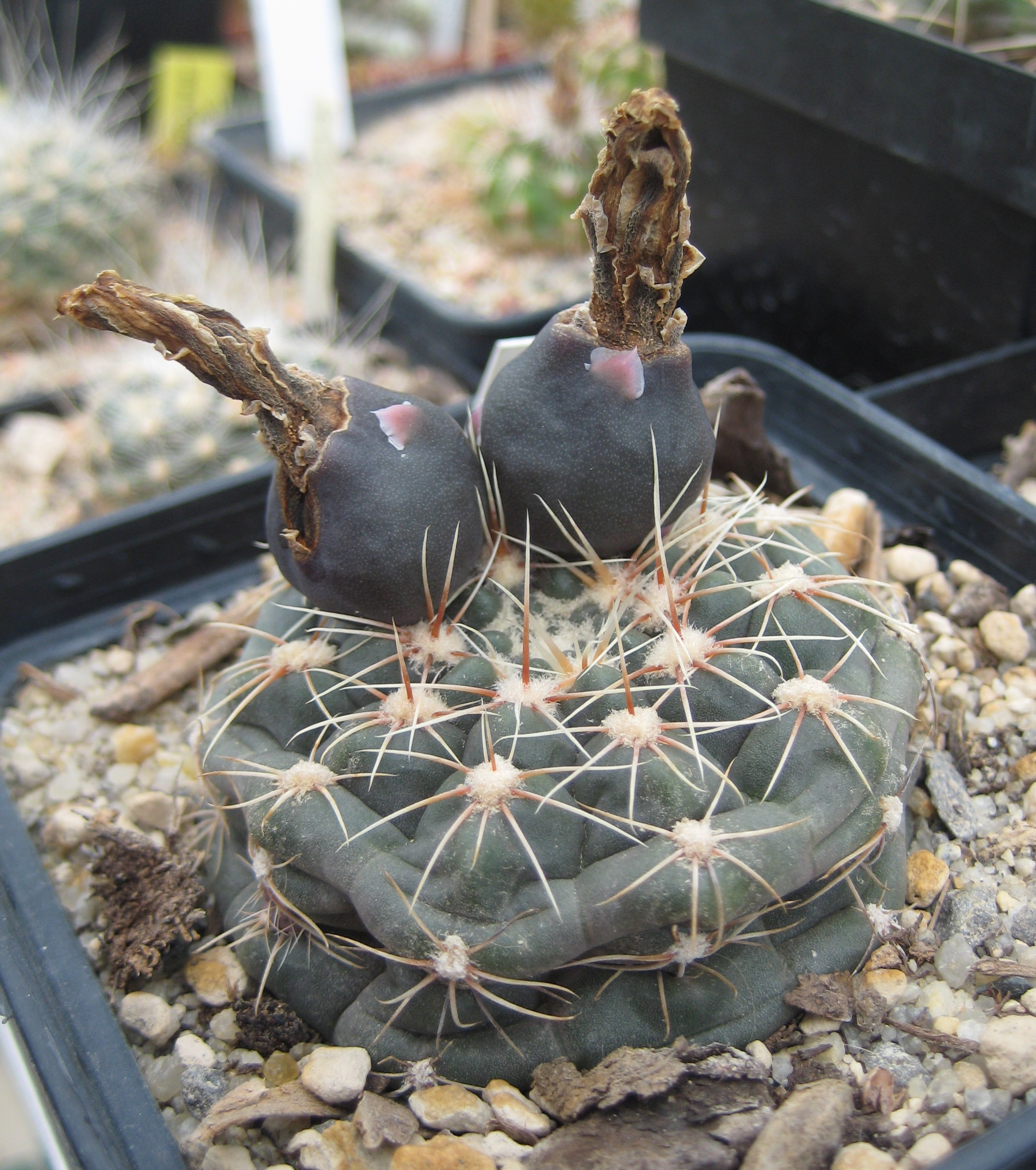
黄蛇丸の果実

花色は淡く明るい黄色で外縁部は白や淡いピンクで花の大きさは直径4〜5cmほど、花芽の長さは最大4cmになる。果実は球形から円筒形でその大きさは直径で最大1.2cmほどに達する。

## 分布と生息
黄蛇丸は主にアルゼンチンのコルドバ州とサンルイス州の標高1500〜2700mの間に多く見られている。
IUCNによる絶滅危惧種のレッドリストでは低危険種に分類されている。

## 分類
1930年にフリードリヒ・ベデーケルによってタマサボテン属(Echinocactus) andreaeとして記載された。その後、クルト・バッケベルクが1936年にこの種をギムノカリキウム属に分類して現在へと至っている。
亜種と変種は次の通り
- G. andreae subsp. andreae
- G. andreae subsp. carolinense
- G. andreae subsp. matznetteri
- G. andreae var. fechseri
- G. andreae var. longispinum